# Матула
Матула (англ. Mathula) — одна з місцевих громад, що розташована в районі Мафетенг, Лесото. Населення місцевої громади у 2006 році становило 17 867 осіб.